# Robert Goix
Robert Goix (* 7. Januar 1906 in Paris; † 15. Juli 1983 in Chambéry) war ein französischer Mittelstreckenläufer, der sich auf die 1500-Meter-Distanz spezialisiert hatte.
Bei den Europameisterschaften 1934 in Turin wurde er Siebter, bei den Olympischen Spielen 1936 in Berlin Achter und bei den Europameisterschaften 1938 in Paris Neunter.
1934 und 1936 wurde er Französischer Meister.

## Persönliche Bestzeiten
- 800 m: 1:52,3 min, 7. September 1937, Paris
- 1500 m: 3:53,8 min, 6. August 1936, Berlin